# Rasmus Larsen
Rasmus Larsen (Rudersdal, 25 november 1994 – Jumet, 13 mei 2015) was een Deens basketballer.

## Carrière
Larsen speelde in de jeugd van Værløse BBK waarvoor hij in 2011 zijn profdebuut maakte. Hij maakte in 2012 de overstap naar Bàsquet Manresa, hij werd in zijn eerste seizoen uitgeleend aan vierdeklasser CE Sant Nicolau. In 2014 maakte hij de overstap naar Spirou Charleroi waarmee hij voor de landstitel streed. Larsen overleed in zijn slaap op 13 mei 2015 op 20-jarige leeftijd. Dezelfde dag zou hij in de titelfinale tegen BC Oostende spelen. Een autopsie kon geen doodsoorzaak bepalen.